# MKS Lublin
Der MKS Lublin ist ein polnischer Frauen-Handballverein aus Lublin, der in der Superliga, der höchsten polnischen Liga, spielt.

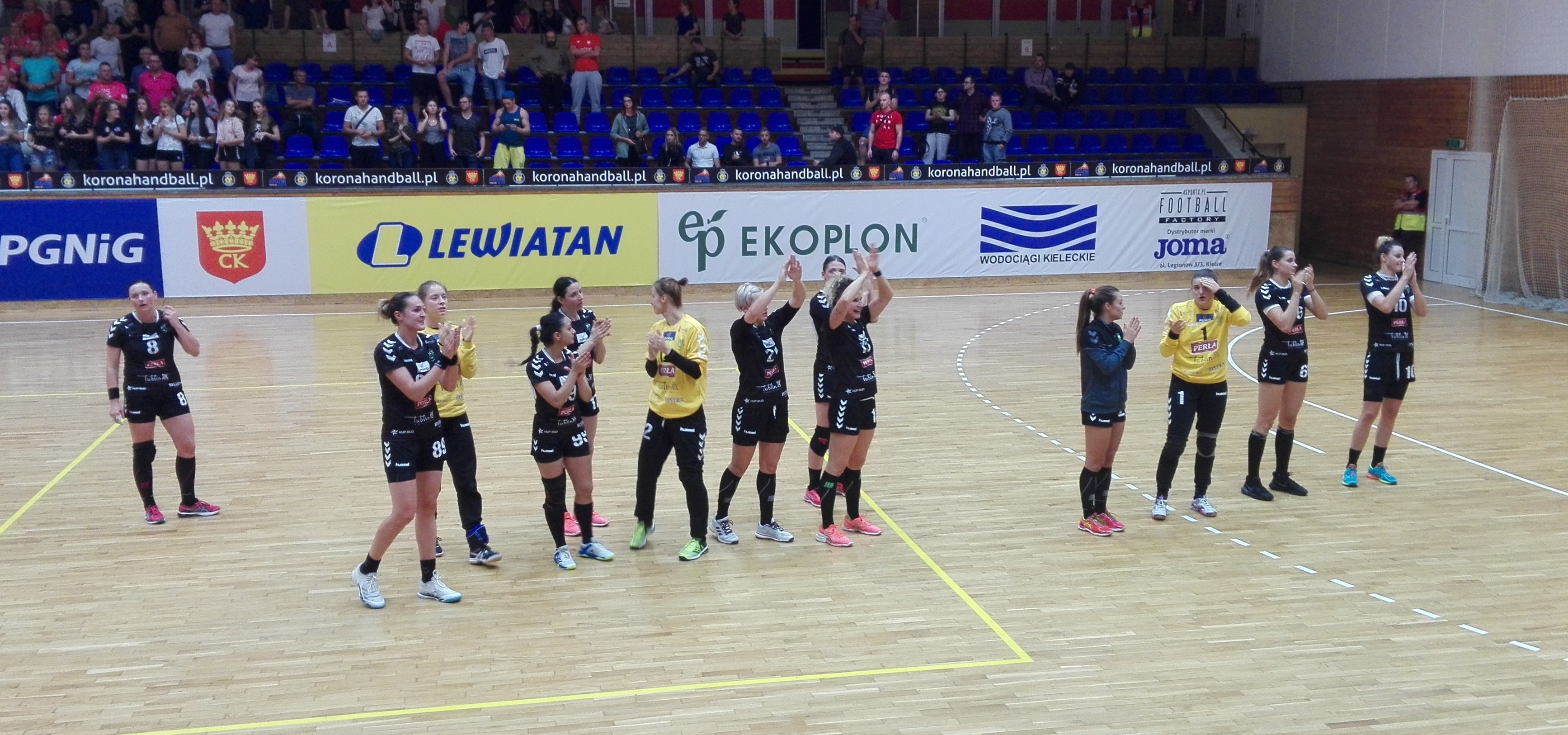
MKS Lublin 2017

## Erfolge
- Polnischer Meister: 1995–2003, 2005–2010, 2013–2016, 2018–2020
- Polnischer Pokalsieger: 1996–1998, 2000–2002, 2006, 2007, 2010, 2012, 2018
- EHF European League: 2001
- EHF European Cup: 2018

## Kader für die Saison 2025/26
| Nr.    | Nat.      | Name                   | Position |
| ------ | --------- | ---------------------- | -------- |
| 1      | Brasilien | Caroline Martins       | TW       |
| 12     | Polen     | Weronika Gawlik        | TW       |
| 26     | Polen     | Paulina Wdowiak        | TW       |
| 3      | Polen     | Oktawia Fedeńczak      | LA       |
| 5      | Polen     | Wiktoria Gliwińska     | LA       |
| 6      | Polen     | Joanna Andruszak       | KM       |
| 8      | Polen     | Dominika Więckowska    | KM       |
| 9      | Polen     | Aleksandra Tomczyk     | RM       |
| 10     | Polen     | Julia Owczaruk         | KM       |
| 13     | Polen     | Sylwia Matuszczyk      | KM       |
| 14     | Polen     | Daria Przywara         | RM       |
| 17     | Polen     | Magda Więckowska       | RL       |
| 19     | Portugal  | Patrícia Lima          | RM       |
| 21     | Polen     | Daria Szynkaruk        | RA       |
| 23     | Polen     | Julia Pietras          | LA       |
| 24     | Spanien   | María Prieto O’Mullony | RR       |
| 43     | Ungarn    | Szimonetta Planéta     | RR       |
| 66     | Polen     | Aleksandra Rosiak      | RL       |
| 71     | Polen     | Adrianna Górna         | RA       |
|        | Polen     | Paweł Tetelewski       | Trainer  |
| Quelle |           |                        |          |

## Ehemalige Spielerinnen
- Jaqueline Anastácio
- Karolina Kochaniak-Sala
- Dagmara Kowalska
- Sylwia Matuszczyk
- Dagmara Nocuń
- Katarzyna Portasińska
- Aleksandra Rosiak
- Małgorzata Stasiak
- Alina Wojtas
- Agnieszka Wolska